# Paris (Arkansas)
Paris és una població dels Estats Units a l'estat d'Arkansas. Segons el cens del 2000 tenia 3.707 habitants.

## Demografia
Segons el cens del 2000, Paris tenia 3.707 habitants, 1.553 habitatges, i 984 famílies. La densitat de població era de 316 habitants/km².
Dels 1.553 habitatges en un 28,6% hi vivien nens de menys de 18 anys, en un 46% hi vivien parelles casades, en un 13,7% dones solteres, i en un 36,6% no eren unitats familiars. En el 33,4% dels habitatges hi vivien persones soles el 18,9% de les quals corresponia a persones de 65 anys o més que vivien soles. El nombre mitjà de persones vivint en cada habitatge era de 2,29 i el nombre mitjà de persones que vivien en cada família era de 2,91.
Per edats la població es repartia de la següent manera: un 23,8% tenia menys de 18 anys, un 7,6% entre 18 i 24, un 24,7% entre 25 i 44, un 22,1% de 45 a 60 i un 21,7% 65 anys o més.
L'edat mediana era de 40 anys. Per cada 100 dones de 18 o més anys hi havia 79,5 homes.
La renda mediana per habitatge era de 25.424 $ i la renda mediana per família de 32.409 $. Els homes tenien una renda mediana de 21.955 $ mentre que les dones 17.015 $. La renda per capita de la població era de 14.738 $. Entorn del 15% de les famílies i el 18,5% de la població estaven per davall del llindar de pobresa.

## Poblacions més properes
El següent diagrama mostra les poblacions més properes.